# Walter Müller (Politiker, 1948)

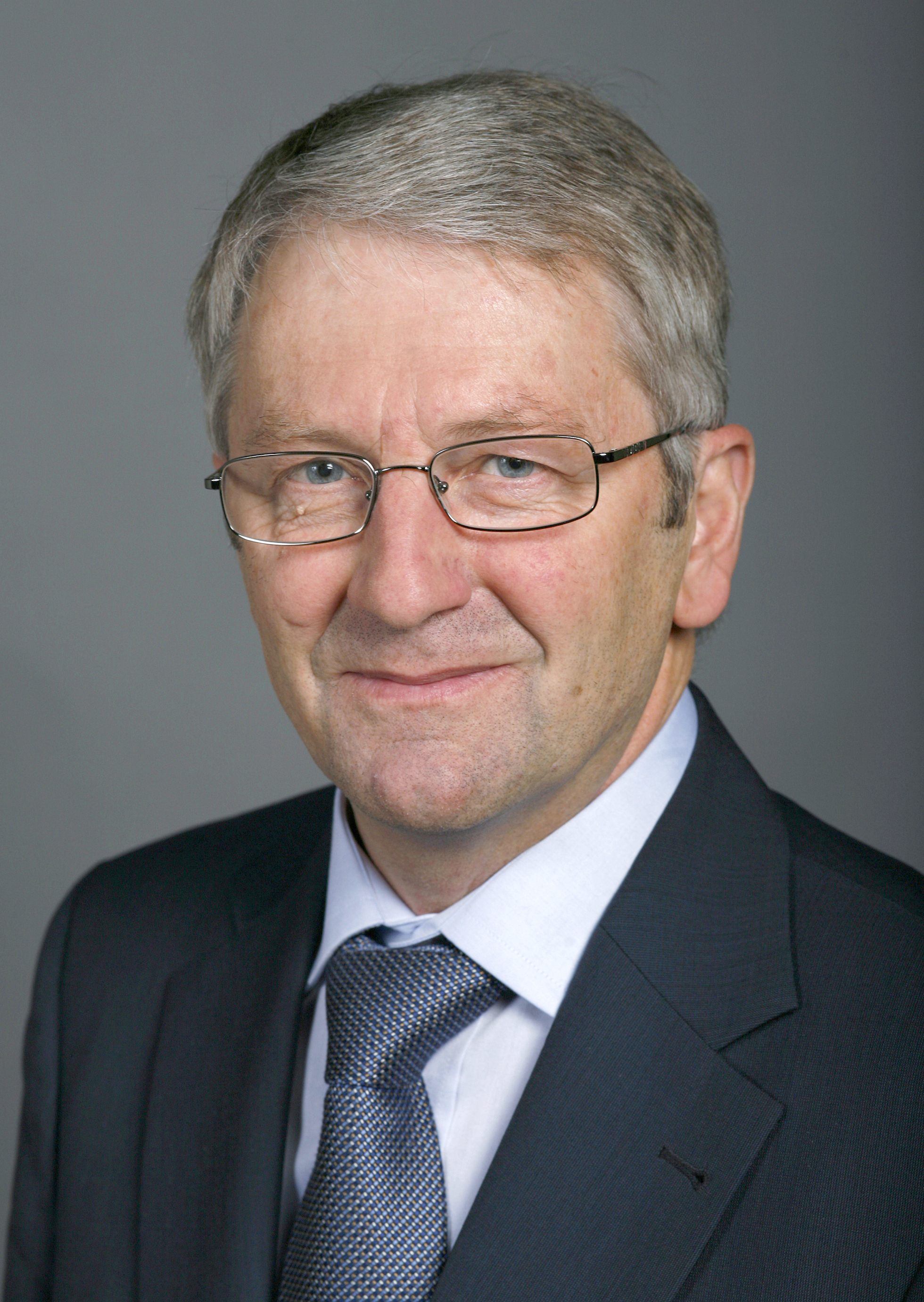
Walter Müller, 2007

Walter Müller (* 25. April 1948 in Azmoos) ist ein Schweizer Politiker (FDP) und war von 2003 bis 2019 Mitglied des Nationalrates.

## Werdegang
Müller war von 1997 bis 2005 Präsident des St. Gallischen Bauernverbandes und von 1998 bis 2006 im Vorstand des Schweizerischen Bauernverbandes. Ab den Wahlen 2003 war er im Nationalrat, wo er als Mitglied der Aussenpolitischen Kommission, der Sicherheitskommission, der Spezialkommission für den neuen Finanzausgleich und in der Delegation zur Beziehung zum Österreichischen Parlament und dem Liechtensteinischen Landtag tätig war. 2015 wurde Müller von der Parteileitung der FDP gerügt, weil er sich auf Kosten eines undurchsichtigen Politikers zu einer Reise nach Kasachstan einladen liess. Die Immunitätskommission des Nationalrats sprach sich im Juli 2015 gegen eine Aufhebung der Immunität aus, nachdem die Bundesanwaltschaft in der Kasachstan-Affäre ein Strafverfahren einleiten wollte. Bei den Parlamentswahlen 2019 kandidierte er nicht mehr.

## Persönliches
Walter Müller ist Landwirt, verheiratet und hat vier Kinder. Er besuchte die Landwirtschaftliche Schule Rheineck und die Handelsschule in Buchs. Im Militär hatte er den Grad eines Oberleutnants.